# Johovica (Republika Serbska)
Johovica (cyr. Јоховица) – wieś w Bośni i Hercegowinie, w Republice Serbskiej, w gminie Novi Grad. W 2013 roku liczyła 98 mieszkańców.